# Sant Miquel de Campmajor
Sant Miquel de Campmajor és un municipi de la comarca del Pla de l'Estany, a la vall per la Riera de Campmajor des del seu naixement sota la Serra de Trentinyà fins a l’aiguabarreig amb el Ritort. El 2019 tenia 231 habitants. Té agregats els nuclis de Briolf, Falgons, Sant Martí de Campmajor i Ventajol.
Les primeres notícies històriques de la vall de Campmajor es troben a partir de l'any 878 quan Lluís el Balb confirma a l'abat Ansemund la possessió de la cel·la de Sant Martí.

## Geografia
- Llista de topònims de Sant Miquel de Campmajor (Orografia: muntanyes, serres, collades, indrets..; hidrografia: rius, fonts...; edificis: cases, masies, esglésies, etc).

## Un embassament fallit
A mitjans del Segle XX es va projectar un embassament al Riu Ser, amb una presa al veïnat de Roca, vora el Castell d'en Roca. Ara bé, després de prospeccions geològiques, es va detectar que el sòl és de guix i que l'aigua embassada s'hi hagués escolat.

## Demografia
| Entitat de població      | Habitants (2023) |
| Sant Miquel de Campmajor | 123              |
| Sant Martí de Campmajor  | 69               |
| Falgons                  | 49               |
| Ventatjol                | 5                |
| Briolf                   | 1                |
| Font: Idescat            |                  |

| 1497 f | 1515 f | 1553 f | 1717 | 1787 | 1857 | 1877 | 1887 | 1900 | 1910 |
| ------ | ------ | ------ | ---- | ---- | ---- | ---- | ---- | ---- | ---- |
| 47     | 55     | 56     | 267  | 283  | 994  | 712  | 860  | 842  | 828  |

| 1920 | 1930 | 1940 | 1950 | 1960 | 1970 | 1981 | 1990 | 1992 | 1994 |
| ---- | ---- | ---- | ---- | ---- | ---- | ---- | ---- | ---- | ---- |
| 844  | 785  | 752  | 737  | 626  | 437  | 239  | 212  | 219  | 219  |

| 1996 | 1998 | 2000 | 2002 | 2004 | 2006 | 2008 | 2010 | 2012 | 2014 |
| ---- | ---- | ---- | ---- | ---- | ---- | ---- | ---- | ---- | ---- |
| 208  | 219  | 206  | 196  | 199  | 218  | 243  | 243  | 230  | 232  |

| 2016 | 2018 | 2020 | 2022 | 2024 | 2026 | 2028 | 2030 | 2032 | 2034 |
| ---- | ---- | ---- | ---- | ---- | ---- | ---- | ---- | ---- | ---- |
| 226  | 228  | 229  | 239  | 254  | -    | -    | -    | -    | -    |

## Llocs d'interès[5]
- L'Església de Sant Miquel
- Església de Sant Martí de Campmajor o de Santa Quitèria.
- El pont de Can Prat
- El Moli de Roca
- El Castell de Falgons
- L'Ermita de Sant Nazari
- La masia de Can Rovira
- Estanyols, els principals dels quals són: Estanyol de la Coromina, Estanyol d'en Rovira, Estanyol de les Tres Creus, Estanyol de la Guàrdia, Estanyol de la Balca i Estanyol Negre[6]

## Persones
- Dr Francesc Rovira Sala (1769 - 1820).
- Pere Casanovas i Simon (1943), escultor.